# Géraldine Mosna-Savoye
Pour les articles homonymes, voir Mosna (homonymie) et Savoye.
Géraldine Mosna-Savoye, née en 1985 à Saintes, en Charente-Maritime, est une journaliste, chroniqueuse et productrice de radio française, particulièrement dans les domaines de la philosophie générale et de la philosophie politique, ainsi que pour divers sujets de société concernant autant la vie quotidienne que l'univers de la pensée et de la création. Elle prépare, anime et produit des émissions sur France Culture depuis 2010.

## Biographie
Géraldine Mosna-Savoye est originaire de Charente-Maritime. Elle passe un baccalauréat littéraire en 2003.
En 2008, elle obtient un master en philosophie politique à l'université Bordeaux-Montaigne, puis, en 2009, elle est titulaire d'un master professionnel en communication politique des entreprises à Bordeaux. Elle s'établit ensuite à Paris et réalise un stage d'étude à la chaîne parlementaire Public Sénat, qu'elle intègre ensuite en tant qu'attachée de presse. À la fin des années 2010, elle entreprend une thèse en philosophie politique consacrée à Alexis de Tocqueville , qu'elle ne soutient pas. Elle refuse ensuite un CDI à Public Sénat, au profit d'un stage à France Culture.

## Carrière
Géraldine Mosna-Savoye est titularisée après ce stage en tant que collaboratrice spécialisée. Elle est chargée de la préparation du contenu des émissions en 2010 à l'émission Les Chemins de la philosophie (appelée Les Nouveaux Chemins de la connaissance jusqu'en 2017), pour Raphaël Enthoven puis Adèle Van Reeth. Elle dit alors y avoir trouvé sa voie : « C’est une occasion géniale de faire de la philosophie autrement qu’en enseignant. »
Elle fait partie de l’équipe de production de l'émission auprès d'Adèle Van Reeth, comme collaboratrice et chroniqueuse depuis 2011. À l'automne 2021 et jusqu’en 2022 elle anime elle-même cette émission en alternance avec Adèle Van Reeth, dont elle était également remplaçante régulière,.
Elle réalise par ailleurs des articles et des recensions de livres pour Philosophie Magazine en 2013 et 2015.
Elle produit et présente également les chroniques Deux minutes papillon (de 2013 à 2017), Le Journal de la philo (de 2017 à 2020, en fin d'émission des Chemins de la philosophie), et Le Carnet philo (de 2020 à 2022, dans Les Matins de France Culture). Elle donne aussi des conférences, « Les Rendez-vous Décryptage », au Forum des images de Paris. 
En octobre 2021, elle est chroniqueuse dans T La Revue de La Tribune et participe à l'élaboration de « Se sauver ou sauver la planète ? » pour le no 6 Planète mon amour. 
De 2017 à 2021, elle coorganise l'événement « Réapprendre à vivre ensemble' » au Mucem à Marseille.
À partir du 29 août 2022, comme cela avait été annoncé par Sandrine Treiner (alors directrice de France Culture) lors de la dernière des Chemins de la philosophie le 1er juillet 2022, 
elle présente Sans oser le demander, l'émission quotidienne de culture générale de 15 h à 16 h, à la suite de Matthieu Garrigou-Lagrange. Cette émission n'étant pas reconduite et la présentatrice de l'ancienne émission La Grande Table, Olivia Gesbert, quittant la tranche horaire qu'elle conservait avant celle de Nicolas Herbeaux dans l'émission culturelle de mi-journée Les Midis de Culture, Géraldine Mosna-Savoye, à la rentrée qui suit, coanime toute la tranche avec Nicolas Herbeaux. L'année suivante, le duo est remplacé par Marie Labory. Géraldine Mosna-Savoye occupe alors le créneau matinale (11h - 12h) de philosophie mais seulement le vendredi pour présenter son émission "Le souffle de la pensée". Lors de celle-ci, elle dialogue avec une personnalité culturelle au sujet du livre qui l'a le plus marqué.« Page de l'émission », sur Radio France, 16 juin 2025 (consulté le 16 juin 2025).

## Publications
- Carnet de philo : pour triompher du quotidien, Éditions Michel Lafon et France Culture, parution le 20 octobre 2022, 240 p. (ISBN 9782749947716, présentation en ligne), DL 2021[9],[10],[11]. Elle présente elle-même ce livre comme un « antimanuel de développement philosophico-personnel »[9].
- La Force du mou, Éditions de l'Observatoire, parution le 19 octobre 2022, 160 p. (ISBN 979-1032923542, présentation en ligne).